# Актан
Акта́н (каз. Ақтаң) — село у складі Індерського району Атирауської області Казахстану. Входить до складу Жарсуатського сільського округу.
У радянські часи село називалося Аткан.
Населення — 26 осіб (2021; 56 у 2009, 106 у 1999).